# Молонго, Мозес
Мозес Молонго Эсингила (англ. Moses Esingila Molongo; 13 июня 1979, Лимбе) — камерунский футболист, нападающий.

## Биография

### Клубная карьера
Начал заниматься футболом в клубе из родного города «Виктория Юнайтед». В начале сезона 1996/97 перешёл в польский клуб «Заглембе» (Любин), дебют состоялся 9 августа 1997 года в матче с «ЛКС Лодзь» (0:1). Первый гол забил 9 ноября 1997 года в матче с «Амикой» Вронки (1:2), всего в первом сезоне в Польше провёл 22 матча и забил 2 мяча. В следующем сезоне Молонго был основным игроком команды, сыграв 27 игр и забил 9 голов. Сезон 1999/00 провёл не так удачно сыграв всего 10 игр и в следующем сезоне перешёл в клуб «Долкан» (Забки). В 2002 году подписал контракт с украинским клубом «Волынь», летом 2002 года был на просмотре в российском клубе «СКА-Энергия», также пытался трудоустроиться во Франции. Вот что сказал о Мозесе главный тренер «Волыни».
Молонго - интересный игрок, играя в Польше, он за один круг забил 12 голов. Когда он пытался трудоустроиться во Франции, я взял его на заметку. Посмотрел видеокассету и рискнул. Как оказалось - не прогадал. У этого нападающего острое чувство гола, он профессионально относится к своей работе. По большому счету, на данном этапе он сильнее всех четырех нападающих, которые остались в нашей команде. Но чтобы эффективно использовать его талант, нам необходимо перестраивать всю игру команды в атаке. Пока мы к этому не готовы. Но это только пока…
За «Волынь» провёл всего один матч, осенью 2002 года. В 2003 году перешёл в клуб «Ворскла», сыграл один сезон в котором провёл 16 матчей и забил 3 гола. Позже перешёл в клуб из столицы Словакии «Слован» сыграл всего 2 матча и отправился в чешскую команду «Опава» там он был резервистом.
Тогда он переехал в Польшу, где неожиданно нашёл команду «Рега-Мерида» (Тшебятув) борющеюся за выживание в IV лиге, он был самой большой звездой в клубе. Позже был в аренде в «Закарпатье» где не сыграл не одного матча и в клубе «Сталь» (Мелец). Также играл в клубе «Кумбран Таун» из Уэльса. В 2009 году перешёл в клуб «Слава» (Славно).

### Карьера в сборной
Выступая в Польше за «Заглембе» вызывался в молодёжную сборную Камеруна, действуя в атаке в паре с Самуэлем Это’о.